# 韦孝宽

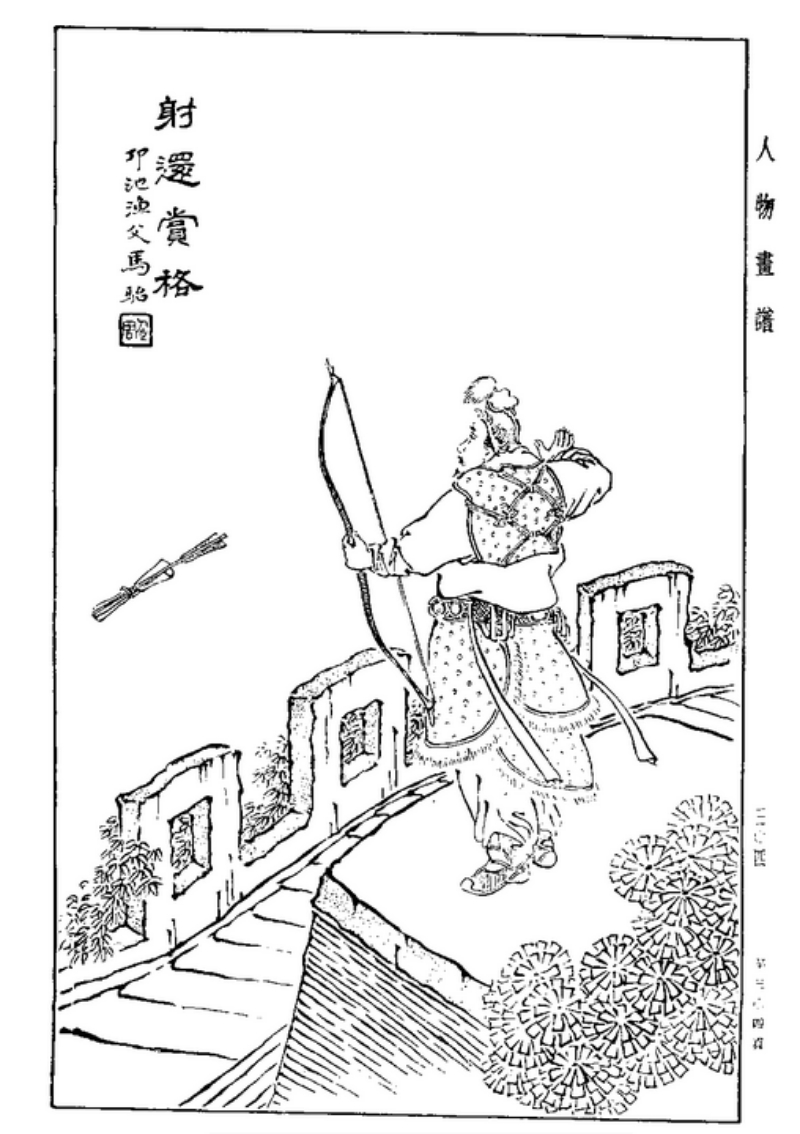
韋孝寬射還賞格

韦孝宽（509年—580年12月19日），名宽，一名叔裕，字孝宽，以字行，京兆郡杜陵县（今陕西省西安市长安区）人，出自京兆韦氏东眷，南北朝时期北魏、西魏、北周的军事家，京兆韦氏郧公房始祖。

## 生平

### 早年
韦孝宽家族世代为三辅望族，祖父韦真憙是北魏冯翊郡、扶风郡二郡太守，父亲韦旭是右将军、南豳州刺史。韦孝宽聪敏且和顺端正，涉猎了经书和史书，虚岁十五时，就有豪壮的志向，善于谋划计算，有见识的人称赞他。当时韦孝宽和崔彦穆、邢子才一起进入中书学，三人之间特别友好。韦孝宽二十岁左右，恰逢萧宝夤在关中地区叛乱，韦孝宽就拜谒朝廷，请求担任军队前锋。朝廷赞赏韦孝宽，当即任命他担任统军，跟随冯翊公长孙承业西征，韦孝宽每次战斗都有功劳，出任国子博士，代理华山郡太守。当时侍中杨侃为大都督镇守潼关，引荐韦孝宽担任司马。杨侃为韦孝宽的才华感到惊异，把女儿嫁给了韦孝宽。永安年间，韦孝宽担任宣威将军、给事中，很快获赐爵山北县男。普泰年间中，韦孝宽担任都督跟随荆州刺史源子恭镇守穰城，以军功担任淅阳郡太守。当时独孤信担任新野郡太守，同时隶属荆州，独孤信与韦孝宽感情很亲密，两人的行政都属于优等，荆州官吏和百姓称两人为连璧。

### 归附西魏
大统三年（537年），随宇文泰赴雍州，攻占潼关后，即授恒农郡守。沙苑之战中兼任大行台左丞，与独孤信入洛阳，为阳城郡守，复与宇文贵、怡峰接应颍川义军，破东魏大将任祥、尧雄于颍川。又进平乐口，下豫州，获东魏豫州刺史冯邕。大统四年（537年），河桥之战中西魏战败，转任持节、镇东将军，行宜阳郡事。不久迁车骑大将军、南兖州刺史。大统五年（538年），进爵为山北县侯，又加通直散骑常侍。

### 镇守玉璧
大统八年（541年），韦孝宽出任大都督、晋建汾三州正平郡诸军事、晋州刺史。镇守玉璧（今山西稷山附近），兼代理南汾州刺史。大统十二年（545年），玉璧之战爆发，韦孝宽作为玉璧守将，固守城池两月（苦战六旬），东魏伤及病死者十之四五，高欢最终急怒而致病，退军后病发身亡。韦孝宽以功封建忠郡开国公，食邑一千五百户。授骠骑大将军、开府仪同三司，加侍中。

### 东征西战
西魏废帝二年（553年），为雍州刺史。西魏恭帝元年（554年），以使持节、大将军与燕公于谨平定江陵，以功别封一子韦谌为穰县开国公。回师后拜尚书右仆射，赐姓宇文氏。西魏恭帝三年（556年），宇文泰北巡，命韦孝宽再次镇守玉壁。北周孝闵帝元年（557年），拜小司徒。北周明帝元年（557年），参麟趾殿学士，考校图籍。又为延州（陕西延安）总管。北周武帝保定元年（561年），以韦孝宽立勋玉璧，在玉璧设置勋州，仍授勋州总管。北周武帝保定四年（564年），进位柱国。北周武帝天和五年（570年），进爵郧国公，食邑五千户。北周武帝建德年间，上“平齐三策”。北周武帝建德五年（576年），周武帝征讨北齐，韦孝宽为行军总管，晋州平定后，镇守晋州(治白马城今山西临汾境)。577年，北齐灭亡，周武帝班师回朝，韦孝宽随驾还京。拜大司空，出为延州总管，进位上柱国。

### 平定淮南
大象元年（579年），除徐、兗等十一州十五镇诸军事、徐州总管。又为行军元帅，徇地淮南。以平淮南之功，别封一子韦寿为滑国公，邑五千户。

### 尉迟迥之乱
大象二年（580年），周宣帝驾崩，杨坚辅政，相州总管尉迟迥知道杨坚将要不利于宇文氏政权，图谋举兵讨伐杨坚。北周朝廷暗中探悉，派遣韦孝宽迅速前往替换尉迟迥。韦孝宽将要到达朝歌时，尉迟迥派遣大都督贺兰贵持他的亲笔信来迎接。韦孝宽留下贺兰贵与他交谈，交谈中韦孝宽怀疑尉迟迥会有变，于是假称有病缓慢前行，又派人前往相州求取医药，暗中观察尉迟迥的动静。尉迟迥派韦孝宽的侄子韦艺迎接韦孝宽，韦孝宽向韦艺询问尉迟迥的所作所为，韦艺是尉迟迥的同党，不告诉韦孝宽实情。韦孝宽大怒，要把韦艺斩首，韦艺害怕，就把尉迟迥密谋的话全部告诉韦孝宽。于是韦孝宽带着韦艺向西逃走，每到驿站，韦孝宽就把驿站的马匹全部带走，对驿站主管说：“蜀公尉迟迥将要到达，应当迅速准备酒食。”尉迟迥很快派遣仪同大将军梁子康带领数百骑兵追赶韦孝宽，追兵每到驿站，就遇到丰盛的酒宴，又没有可换的马，于是延迟滞留，韦孝宽和韦艺因此得以逃脱。尉迟迥起兵，韦孝宽跑回洛阳。六月，以孝宽为元帅东伐尉迟迥，讨伐平定。十月，韦孝宽凯旋回到京师。十一月二十七日（580年12月19日），韦孝宽在长安寿贵里去世，虚岁七十二，朝廷追赠使持节、太傅、上柱国、怀衡黎相赵洺贝沧瀛魏冀十一州诸军事、雍州牧，谥号襄公，当年十二月九日（580年12月30日）归葬于万年县寿贵里。韦孝宽在边境多年，屡次抗击强敌，所有的谋划在布置之初都没人能理解，见到谋划成功，才惊叹佩服。韦孝宽虽然在军队中，却专心致志于文学和史学，政务的闲暇时光，经常阅览书籍。韦孝宽晚年患有眼病，还是命令学士阅读书籍给自己听。韦孝宽很早就父母去世，他侍奉哥哥和嫂子十分谨慎，所得到的俸禄不入自己的住宅。对于失去父母的亲族，韦孝宽一定给予赈济与抚恤，朝廷和民间都因此称赞他。韦孝宽儿子韦谌虚龄十岁时，魏文帝元宝炬想要把女儿嫁给韦谌。韦孝宽认为哥哥韦敻之子韦世康比韦谌年长而推辞。元宝炬很赞赏韦孝宽，于是就把女儿嫁给韦世康。

## 墓地墓志墓碑
韦孝宽墓碑原位于西安市长安区炮里乡留村，为开皇二年立，1970年代佚，韦孝宽墓志于1990年春出土于长安县韦曲镇北原上。

## 家庭

### 祖父
- 韦真憙，北魏冯翊郡扶风郡二郡太守，赠泾州刺史[1]

### 父亲
- 韦旭，北魏尚书右丞、豳州刺史，赠司空公、谥号文惠[1]

### 兄弟
- 韦敻，十次征辟不出，号逍遥公
- 韦孝固，吏部郎中、赠雍州刺史、安平恭子
- 韦子迁，北魏安定县开国乡男
- 韦□顺，西魏奉朝请、假节、中垒将军、东秦州刺史

### 妻妾
- 弘农杨氏，北魏侍中、卫将军、右光禄大夫、济北郡公杨侃之女，生韦那罹、韦长英[1]
- 郑毗罗，出自荥阳郑氏，西魏末年改姓贺兰氏，北魏使持节、安东将军、豫州刺史郑祖育孙女，仪同三司、显亲县开国男郑僧覆之女，车骑大将军、开府仪同三司、安憙县开国伯元诱外孙女，虚龄十七岁嫁给韦孝宽，封安乐郡君，生韦总、韦寿，魏废帝二年六月廿六日（553年7月22日）在京兆郡寿贵里永康寺中去世，虚岁廿四，同年十一月庚申朔一日庚申（553年11月21日）葬于洪固乡北原，建德六年岁次丁酉十一月庚午朔十五日甲申（577年12月10日）改葬于京兆洪固乡韦氏家族旧墓[13]
- 元幼娥，一度改姓拓拔氏，北魏使持节、开府仪同三司、大宗正卿、常山王元淑孙女，生韦霁，开皇七年三月二十三日（587年5月6日）因病在洪固乡住宅中去世，虚岁六十七，大业六年七月二十三日（610年8月17日）葬于洪固乡畴贵里韦氏家族旧墓[13]

### 子女
- 韦那罹，长子，早亡，追赠使持节、仪同三司、中平县开国公[1]
- 韦谌，次子，使持节、仪同大将军、陵蓬二州刺史、禳县开国公，过继给韦子迁[1]
- 韦总，世子，使持节、开府、京兆尹，追赠柱国、蒲陕熊中义五州刺史、河南郡开国公[1]
- 韦寿，第四子，使持节、开府仪同大将军、京兆尹、滑国公[1]
- 韦霁，第五子，使持节、开府仪同大将军、安邑县开国伯[1]
- 韦津，第六子，使持节、仪同大将军、武阳郡开国公[1]
- 韦无漏，第七子，永安县开国侯[1]
- 韦长英，嫁北周湖州刺史、雍州都督皇甫道[1][14][15]

### 孙子女
- 韦圆成，使持节、开府仪同大将军[1]
- 韦纤婉，封普安郡公主，嫁开府、少保、新蔡郡开国公斛斯恢[1]

## 延伸阅读
[在维基数据编辑]
 《周書/卷31》，出自令狐德棻《周書》
 《北史·卷064》，出自李延壽《北史》
 在维基共享资源阅览影像